# Маревые
Ма́ревые, или Лебедовые (лат. Chenopodioídeae) — устаревший таксон, по современной классификации APG III — APG IV является частью семейства Амарантовые (Amaranthaceae), в более ранних классификациях выделялся в качестве самостоятельного семейства или подсемейства двудольных растений. Включал около 1500 видов в 102 родах.

## Распространение и экология
Виды подсемейства распространены главным образом на засолённых почвах , в сухих степях и пустынях. Многие являются сорными растениями.
Большое количество пыльцы, принадлежащей растениям подсемейства Маревые, было обнаружено в захоронении мадленской культуры в пещере Эль-Мирон на севере Испании (муниципалитет Рамалес-де-ла-Виктория).

## Ботаническое описание
Многолетние и однолетние травы, полукустарники или, реже, кустарники и небольшие деревья.
Листья обычно цельные, без прилистников, могут быть мясистыми или недоразвитыми.
Цветки мелкие, невзрачные, у большинства видов собраны в плотные клубочки, которые, в свою очередь, образуют колосовидные или метельчатые соцветия, актиноморфные, реже зигоморфные, чаще пятичленные, реже одно-трёхчленные, часто с прицветничками, как обоеполые, так и однополые, в последнем случае однодомные, или двудомные. Околоцветник простой, часто совсем отсутствует, обычно травянистый, только в виде исключения венчиковидный (Антохламис (Anthochlamys)), большей частью свободнолистный, реже нацело, сростный. Тычинки в числе одной-пяти, супротивные листочкам околоцветника, нити их часто срастаются в подпестичный диск и чередуются с полукруглыми или другой формы лопастями («стаминодиями»); пыльники на верхушке часто с различного рода придатками, плоскими или пузыревидными или без придатков. Пестик из двух-пяти плодолистиков с верхней одногнёздной завязью с одной семяпочкой и двумя-пятью рыльцами различной формы. Опыление насекомыми.
Формула цветка: {\displaystyle \ast P_{2-5}\;A_{2-5}\;G_{({\underline {2-5}})}{-}}.
Плод односемянный, чаще сухой, с твёрдым или плёнчатым околоплодником или ягодообразный, нераскрывающийся или редко вскрывающийся крышечкой (Габлиция (Hablitzia) и Свёкла (Beta)), иногда развиваются соплодия (Шпинат (Spinacia) и Свёкла (Beta)). Семена, занимающие вертикальное или горизонтальное положение, с подковообразным, кольцевым или спирально-свёрнутым зародышем, с белком или без него.

## Хозяйственное значение и применение
Представители семейства играют преобладающую роль в ландшафтах равнинных пространств азиатских полупустынь и пустынь.
Некоторые виды солянки, лебеды, солероса являются основным летним и, особенно, зимним кормом для верблюдов и овец.
Полукустарниковые и кустарниковые виды солянки (Salsola), наравне с кизяком, используют в пустынях как источник топлива, а древовидные саксаулы (Haloxylon) заготовляют на топливо в промышленных масштабах.
Многие виды этого семейства благодаря богатому содержанию минеральных солей, особенно углекислых, служат для добывания поташа и соды.
Свёкла обыкновенная (Beta vulgaris), шпинат огородный (Spinacia oleracea) и киноа (Chenopodium quinoa) имеют большое значение как культурные растения. Многие дикорастущие виды могут быть применены как пищевые, красильные или алкалоидоносные растения.
Некоторые виды применяют в медицине, например, солянку Рихтера (Salsola richteri).
Из кохии делают веники.

## Классификация
Семейство Маревые выделяется в системе Кронквиста и многих других классификациях растений. Несмотря на это, системы APG (1998) и APG II (2003), построенные на молекулярных исследованиях, включают растения этого семейства в состав семейства Амарантовые (Amaranthaceae) в ранге подсемейства Chenopodioideae.

### Роды
Согласно данным сайта GRIN, семейство включает около 100 родов в 5 подсемействах и 13 трибах:
- Подсемейство Betoideae

- Триба Beteae — Свекловые

- Подсемейство Chenopodioideae — Маревые

- Триба Atripliceae — Лебедовые
- Триба Chenopodieae — Маревые
- Триба Corispermeae — Верблюдковые

- Подсемейство Polycnemoideae — Хруплявниковые

- Триба Polycnemeae — Хруплявниковые, включает один род Polycnemum L. — Хруплявник

- Подсемейство Salicornioideae — Солеросовые

- Триба Halopeplideae — Галопеплисовые (часто включается в трибу солеросовые)
- Триба Salicornieae — Солеросовые

- Подсемейство Salsoloideae — Солянковые

- Триба Camphorosmeae — Камфоросмовые
- Триба Salsoleae — Солянковые
- Триба Sclerolaeneae — Склеролениевые

- Подсемейство Suaedoideae

- Триба Biernertieae
- Триба Suaedeae — Сведовые

Триба Sarcobateae, ранее включаемая в семейство Маревые, может рассматриваться как монотипное семейство Саркобатовые (Sarcobataceae Behnke), включающее единственный североамериканский род — Саркобатус (Sarcobatus)
Некоторые роды, произрастающие на территории России и сопредельных стран:
- Agriophyllum M.Bieb. — Кумарчик
- Alexandra Bunge — Александра
- Anabasis L. — Ежовник
- Anthochlamys Fenzl — Антохламис
- Arthrophytum Schrenk — Саксаульчик
- Atriplex L. — Лебеда
- Axyris L. — Безвкусница, или Аксирис
- Beta L. — Свёкла
- Bienertia Bunge ex Boiss. — Бинерция
- Camphorosma L. — Камфоросма
- Ceratocarpus L. — Рогач
- Chenopodium L. — Марь
- Corispermum L. — Верблюдка
- Cornulaca Delile — Корнулака
- Gamanthus Bunge — Спайноцветник
- Girgensohnia Bunge — Гиргенсония
- Hablitzia M.Bieb. — Габлиция
- Halanthium K.Koch — Соляноцветник
- Halimocnemis C.A.Mey. — Галимокнемис
- Halocharis Moq. — Галохарис
- Halocnemum M.Bieb. — Сарсазан
- Halogeton C.A.Mey. ex Ledeb. — Галогетон
- Halopeplis Bunge ex Ung.-Sternb. — Соровник
- Halostachys C.A.Mey. ex Schrenk — Соляноколосник
- Haloxylon Bunge — Саксаул
- Horaninovia Fisch. & C.A.Mey. — Гораниновия
- Iljinia Korovin — Ильиния
- Kalidium Moq. — Поташник
- Kirilowia Bunge — Кириловия
- Monolepis Schrad. — Однопокровник
- Nanophyton Less. — Нанофитон
- Ofaiston Raf. — Офайстон
- Panderia Fisch. & C.A.Mey. — Пандерия
- Petrosimonia Bunge — Петросимония
- Piptoptera Bunge — Пиптоптера
- Polycnemum L. — Хруплявник
- Pyankovia Akhani & E. H. Roalson — Пьянковия
- Rhaphidophyton Iljin — Рафидофитон
- Salicornia L. — Солерос
- Salsola L. — Солянка
- Seidlitzia Bunge ex Boiss. — Зейдлиция
- Spinacia L. — Шпинат
- Sympegma Bunge — Симпегма